# Шаргі-Рус
«Шаргі-Рус» (азерб. Şərqi-Rus / «Російський Схід») — перша періодична газета Азербайджану в XX столітті.

## Історія
Маммед-ага Шахтахтинський, повернувшись 1902 із закордону в Росію, обдумує проєкт створення нової газети. Він продає власність у рідному селі[прояснити] Шахтахти, яка дісталася йому у спадок від батька, переселяється в Тифліс і відкриває друкарню. Подає прохання до влади про відкриття нової газети. На початку 1903 влада дає позитивну відповідь на запит Шахтахтинського. Перший номер газети, названої «Шаргі-Рус» (Російський Схід), випущено 30 березня 1903. Спочатку випускалася тричі на тиждень. Проіснувала до січня 1905 року.
В газеті працювали видатні діячі азербайджанської культури, зокрема, Джаліл Мамедкулізаде, Омар Фаїк Неманзаде.